# ロベルト・デ・アルメイダ
ロベルト・デ・アルメイダ （ポルトガル語: Roberto De Almeida, 1955年4月5日 - ）は、ブラジル・ポルト・アレグレ出身の元サッカー選手、サッカー指導者。愛称はベット（BETO）。

## 来歴
1998年から川崎フロンターレの監督に就任し、リーグ戦で2位となったが、J1参入決定戦1回戦でアビスパ福岡に延長Vゴール負けを喫して、J1昇格を逃した。
1999年のJ2リーグでは開幕3連敗とスタートでつまずき、4月11日開催の第5節でようやくシーズン初勝利を挙げたが、その試合を最後に解任された。川崎の後任監督には松本育夫が就任した。

## 監督歴
- 1998年 - 1999年  川崎フロンターレ
- 2006年  ポルト・アレグレFC
- 2006年  ECサン・ジョゼ
- 2007年  Esportivo
- 2007年  ECジュベントゥージ
- 2008年  GEブラジウ
- 2008年  CRAC-MT
- 2009年  ヴェラノポリスECRC
- 2010年-2011年  ECジュベントゥージ
- 2011年  クラブ・グアラニー
- 2012年-2013年  ECペロタス
- 2013年  セントロ・スポルチーヴォ・アラゴアーノ
- 2014年  São Luiz
- 2014年  アグレミアソン・スポルチーヴァ・アラピラケンセ
- 2015年  União Frederiquense de Futebol
- 2016年  グレミオFBPA U-17
- 2017年–  グレミオFBPA U-20

## 監督成績
| 年度 | クラブ | 所属 | リーグ戦 | リーグ戦 | リーグ戦 | リーグ戦 | リーグ戦 | リーグ戦 | カップ戦           | カップ戦  |
| 年度 | クラブ | 所属 | 順位     | 勝点     | 試合     | 勝       | 分       | 敗       | ナビスコ杯         | 天皇杯    |
| ---- | ------ | ---- | -------- | -------- | -------- | -------- | -------- | -------- | ------------------ | --------- |
| 1998 | 川崎   | JFL  | 2位      | 68       | 30       | 23       | -        | 7        | グループリーグ敗退 | 3回戦敗退 |
| 1999 | 川崎   | J2   | -        | 3        | 5        | 1        | 1        | 3        | -                  | -         |

※1999年は5節まで。